# Dusona fulvicornis
Dusona fulvicornis là một loài tò vò trong họ Ichneumonidae.